# 赤腰梅花雀
赤腰梅花雀（学名：Estrilda rhodopyga），是梅花雀科梅花雀属的一种，分布于埃及、马拉维、索马里、吉布提、苏丹、埃塞俄比亚、肯尼亚、厄立特里亚、赞比亚、坦桑尼亚、卢旺达、布隆迪、刚果民主共和国、乌干达和莫桑比克。全球活动范围约为832,000平方千米。该物种的保护状况被评为无危。
赤腰梅花雀的平均体重约为7.3克。栖息地包括亚热带或热带的（低地）湿润疏灌丛、亚热带或热带的（低地）季节性湿润草原、牧草地、亚热带或热带的旱林、耕地和干燥的稀树草原。